# Beatriz de Castela (1293–1359)
Beatriz de Castela (Toro, 8 de março de 1293 – Lisboa, 25 de outubro de 1359) foi uma infanta do Reino de Castela e Leão e rainha de Portugal entre 1325 e 1357.

## Biografia
Era filha do rei Sancho IV de Leão e Castela com Maria de Molina. Teve seis irmãos, entre os quais o rei Fernando IV de Castela, e Isabel, esposa de Jaime II de Aragão e depois de João III, duque da Bretanha.
Em 12 de setembro de 1309 casou-se com o herdeiro do trono português, o qual ascendeu ao poder em 1325 como D. Afonso IV.
As rainhas de Portugal contaram, desde muito cedo, com os rendimentos de bens, adquiridos, na sua grande maioria, por doação. Esta rainha D. Brites (Beatriz) recebeu em doação a vila de Viana do Alentejo. De D. Dinis recebeu, como dote, Évora, Vila Viçosa, Amarante, Vila Real, Gaia e Vila Nova, estas duas últimas trocadas por Sintra em 1334. Dispunha ainda de herdades em Santarém e da lezíria da Atalaia (1337) e, através de mercê do seu filho D. Pedro, de Torres Novas (1357).

## Descendência
Do seu casamento com D. Afonso IV de Portugal cognominado "o Bravo", sétimo rei de Portugal, nascido em Lisboa a 8 de fevereiro de 1291 e falecido na mesma cidade a 28 de maio de 1357, filho que foi do rei D. Dinis I de Portugal e de sua mulher a Rainha Santa Isabel, princesa de Aragão, nasceram:
1. Maria de Portugal (Coimbra, 1313 – Évora, 1357), casada em 1328 na localidade de Alfaiates, Sabugal com o rei Afonso XI de Castela (13 de agosto de 1311 – 26 de março de 1350), a «Fermosíssima Maria» referida por Luís de Camões n'Os Lusíadas;
2. Afonso de Portugal (Penela, 1315 – 1317), morreu na infância;[3]
3. Dinis de Portugal (n. Santarém, 12 de fevereiro de 1317), morreu alguns meses após o nascimento;[3]
4. Pedro I de Portugal (Coimbra, 8 de abril de 1320 – Évora, Estremoz, 18 de janeiro de 1367), sucessor do pai no trono português;
5. Isabel de Portugal (21 de dezembro de 1324[3] – 11 de julho de 1326);
6. João de Portugal (23 de setembro de 1326 – 21 de junho de 1327);
7. Leonor de Portugal (Coimbra, 1328 – Jérica ou Teruel, Aragão, outubro de 1348), casada em 1347 com o rei Pedro IV de Aragão (Balaguer, 1319 – Barcelona, 5 de janeiro de 1387).